# شنقب رفيع الذيل
شنقب رفيع الذيل (الاسم العلمي: Gallinago  stenura) (بالإنجليزية: Pin-tailed  Snipe)‏ هو طائر ينتمي إلى طيطوي وشنقب (فصيلة: Scolopacidae).